# Antennophoridae
Super-famille
Famille
Les Antennophoridae sont une famille d'acariens mesostigmates, la seule de la super-famille des Antennophoroidea.
Cette famille contient six genres et 19 espèces.

## Description
Ce sont des acariens myrmécophiles.

## Liste des genres
- Antennomegistus Berlese, 1903
- Antennophorus Haller, 1877
- Celaenosthanus Vitzthum, 1930
- Echinomegistus Berlese, 1903
- Neomegistus Trägårdh, 1906

## Publication originale
- Berlese, 1892 : Acari, Myriopoda et Scorpiones hucusque in Italia reperta. Ordo Mesostigmata (Gamasidae). Patavii : Sumptibus Auctoris, p. 1-143 (texte intégral).